# Josef Novák (odbojář, 1923)
Josef Novák (* 1923) byl zemědělec z Porešína, který se v průběhu jara a léta 1949 zapojil do aktivit protikomunistické odbojové organizace Černý lev 777. Po svém zatčení v létě 1954 byl odsouzen (v soudním procesu „Řezáč a spol.“) k doživotí, posléze změněném na mnohaleté odnětí svobody z něhož byl propuštěn podmínečně (a se zbytkovým trestem) až na jaře roku 1968. Po pádu komunistického režimu v Československu (listopad 1989) bylo (po značném právnickém úsilí) v roce 1997 jeho stíhání definitivně zastaveno. 

## Život
Josef Novák se narodil v roce 1923 do zemědělské rodiny. Jeho rodiče vlastnili v Porešíně hospodářství (o výměře 30 hektarů), v období první republiky byli oba členy Československé strany agrární a po druhé světové válce (po roce 1945) pak sympatizovali s Československou stranou lidovou (ČSL). Jejich syn Josef vyrůstající v tomto prostředí byl vychováván v podobném duchu. Josef absolvoval pět tříd obecné školy a dvě třídy měšťanské školy. Povinnou základní vojenskou službu v délce 6 měsíců absolvoval krátce po skončení druhé světové války (po roce 1945). Po vojně se vrátil na rodinný statek do Porešína, kde pomáhal rodičům v hospodářství.
Po komunistickém převratu v únoru 1948 nevstoupili Novákovi do JZD a tak komunisté použili k získání majetku takto „odbojných“ soukromých zemědělců metodu předepsání velkých odvodů, které ovšem nebylo v silách sedláků („kulaků“) splnit. Komunisté navýšili povinné dodávky z doby protektorátu o 30 %. Zemědělci pak byli za neplnění odvodů nuceni platit pokuty, byli obžalováváni ze sabotáží, skrývání úrody a zatajování půdy. To byl dobrý základ pro jejich kriminalizaci, následné věznění, získání jejich majetku a vysídlení selských rodin na odlehlá místa (například od pohraničí). Novákovi jakožto majitelé velké zemědělské usedlosti nebyli schopni plnit tak vysoké odvody zemědělských komodit v důsledku čehož jejich hospodářství postupně upadalo. Ve druhé polovině 50. let 20. století byli nakonec z porešínského statku vystěhováni.

### V řadách ilegální protistátní organizace
Josef Novák byl švagrem Jiřího Řezáče a stejně jako on byl i Novák členem protikomunistické odbojové organizace Černý lev 777, která se začala formovat na přelomu let 1948 / 1949 a operovala (přibližně do poloviny roku 1954) na hranici středních a jižních Čech (v oblasti Sedlčanska, Petrovicka, Milevska a v okolí obce Chyšky). Členové organizace Černý lev 777 nesouhlasili s politickým vývojem po únoru 1948 v Československu, poslouchali zahraniční vysílání rozhlasových stanic (po 1. květnu 1951 pak převážně rádio Svobodná Evropa) a živili naději na brzký pád totalitního režimu (spojený s domácím ozbrojeným převratem podporovaným demokratickým Západem). Kromě šíření letáků s protistátním obsahem se Černý lev 777 soustředil na shromažďování zbraní. Krom toho jeho členové zorganizovali střelbu na příliš agilního komunistického funkcionáře Stanislava Čiháka. Mezi hlavní akce Černého lva 777 pak patřily dva devastující bombové útoky na sekretariát KSČ v Sedlčanech (červenec 1949) a v Milevsku (květen 1950), kde byl zabit příslušník sboru národní bezpečnosti (SNB) Josef Skopový. Josef Novák se k Černému lvu 777 připojil v průběhu jara a léta 1949. 

### Zatčení, soud, trest
Josef Novák byl zatčen ve dnech 3. až 5. července 1954 a po zatčení byl odtransportován do vazby v Českých Budějovicích. V jeho bydlišti proběhla prakticky ihned (tady 3. až 5. července 1954) důkladná domovní prohlídka.
Žaloba na zatčené členy Černého lva 777 byla vypracována na počátku října 1954, hlavní soudní líčení před Krajským soudem v Českých Budějovicích proběhlo v Milevsku ve dnech 25. a 26. října 1954. Krajský soud uznal Josefa Nováka vinným ze spolčování za účelem zničit nebo rozvrátit československé lidovědemokratické státní zřízení a společenský řád republiky, byl nařčen ze shromažďování zbraní, střeliva a výbušnin. Dále mu bylo kladeno za vinu, že „též úmyslně vydal lidi v nebezpečí smrti velkého rozsahu tím, že způsobil škodlivý účinek výbušnin, přičemž činu toho se dopustil opětovně v krátké době jako člen spolčení, a čin ten měl za následek smrt a rozsáhlou škodu na majetku“. Josef Novák od soudu odešel s trestem doživotního odnětí svobody. Odsouzení v kauze „Řezáč a spol.“ se odvolali k Nejvyššímu soudu, který ale 3. prosince 1954 všechna odvolání zamítl.

Vězeňské identifikační fotografie Josefa Nováka
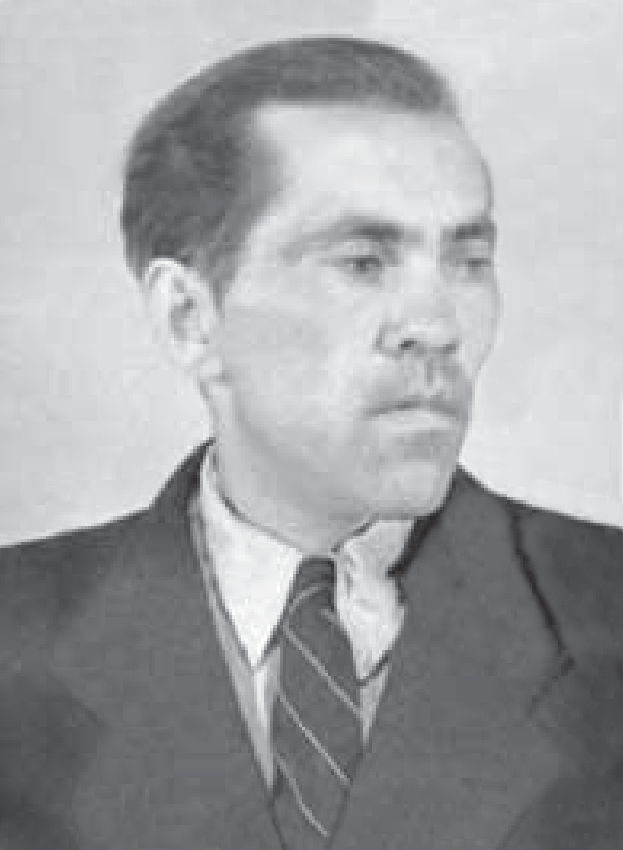
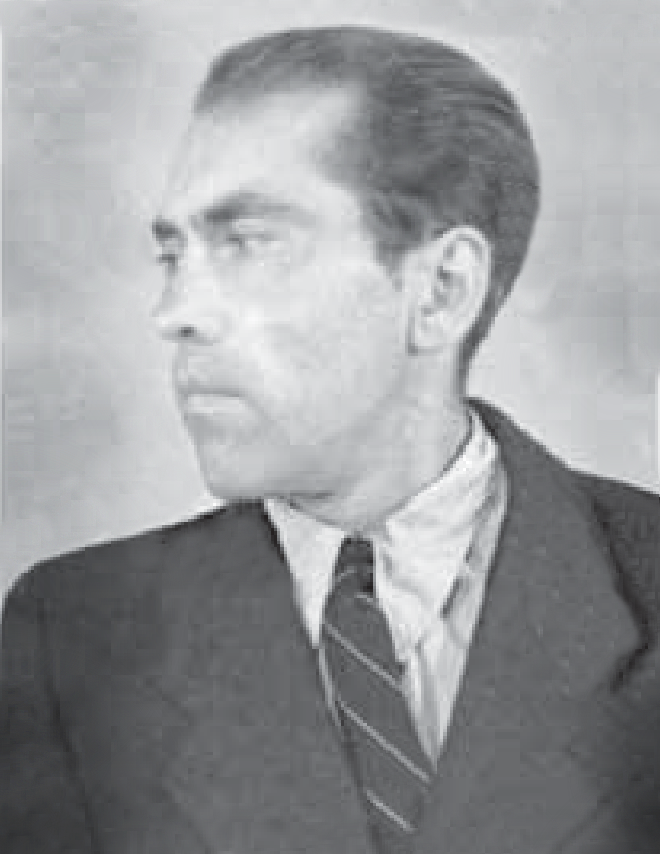
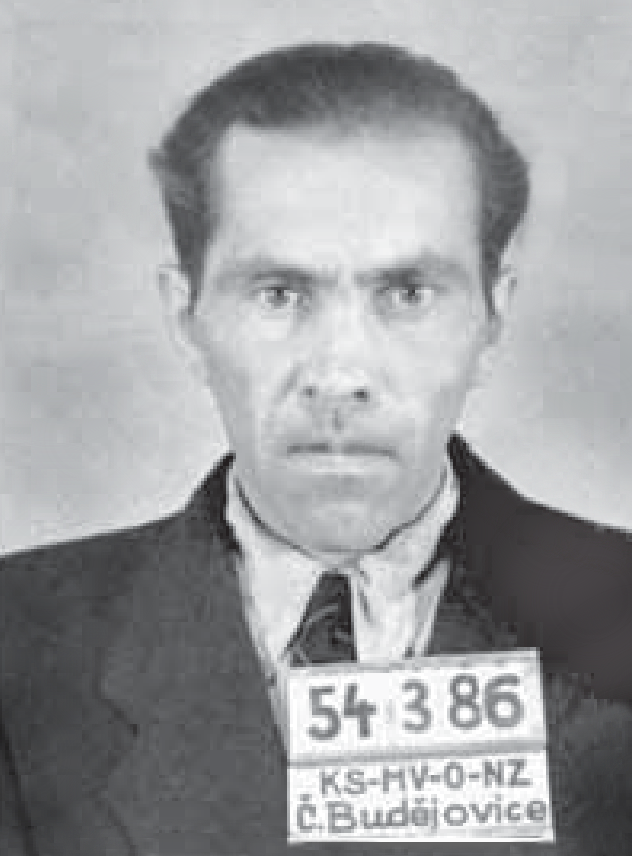

### Věznění
V průběhu prosince 1954 a ledna 1955 byli Josef Novák (spolu s Karlem Kotherou a Jiřím Dolistou) transportováni do nápravně pracovních táborů při uranových dolech na Jáchymovsku. V květnu 1955 byl na základě amnestie prezidenta republiky Antonína Zápotockého změněn doživotní trest Jiřího Dolisty a Josefa Nováka na 25 let odnětí svobody. Dolista s Novákem byli 30. června 1956 přemístěni z Vězeňského ústavu v Ostrově (společné označení pro jáchymovské lágry) do pracovního tábora Bytíz u Příbrami. Samotní věznění i jejich blízcí rodinní příslušníci opakovaně a marně žádali různé státní instituce o zmírnění (či prominutí) trestů. Josef Novák byl přesunut v březnu 1959 do nápravně pracovního tábora (NPT) Vojna, ale v lednu 1960 jej opět zařadili do početního stavu tábora Bytíz, aby odsud po několika dnech 19. ledna 1960 byl transportem převezen na Slovensko do věznice Leopoldov. Josef Novák strávil několik měsíců v roce 1961 v Útvar nápravných zařízení Ministerstva Vnitra v Brně (ÚNZ MV Brno), aby jej v srpnu 1961 vrátili zpět na Slovensko do Leopoldova. V březnu 1962 byl Dolistovi a Novákovi snížen trest odnětí svobody na 15 let. Do Útvaru nápravných zařízení Ministerstva Vnitra v Ilavě (ÚNZ MV Ilava) byl Novák přemístěn v lednu 1964, ale již o měsíc později putoval zpět do Leopoldova. Prominutí části trestu ve výši 5 let se dočkal z rukou prezidenta republiky Antonína Novotného v dubnu 1965. V červenci 1966 byl Josef Novák převezen z věznice v Leopoldově do nápravně výchovného útvaru Opava (to jest z III. nápravně výchovné skupiny do II. nápravně výchovné skupiny). Následoval návrh na jeho podmíněné propuštění, který byl dne 25. listopadu 1966 zamítnut Okresním soudem v Opavě a toto zamítnutí bylo potvrzeno 9. března 1967 Krajským soudem v Opavě. Rozhodnutím Okresního soudu v Opavě byl nakonec Josef Novák (s podmínkou na 3 roky) propuštěn na svobodu 3. května 1968 v době politického uvolnění pražského jara 1968. Z celkového jeho trastu mu zbývaly 3 roky a 8 měsíců.

### Rehabilitace
V uvolňující se atmosféře „Pražského jara 1968“ v Československu podal Josef Novák (společně s dalšími odsouzenými) žádost o rehabilitaci, ale Zvláštní senát Krajského soudu v Českých Budějovicích 13. ledna 1970 žádost o jeho rehabilitaci zamítl.
Po sametové revoluci (17. listopadu 1989) v Československu vstoupil v platnost Zákon číslo 119/1990 Sbírky o soudní rehabilitaci. Na jeho základě došlo ke zrušení rozsudku Krajského soudu v Českých Budějovicích ze dne 26. října 1954 (ve spojení rozsudkem Nejvyššího soudu z 3. prosince 1954), který se týkal odsouzených členů Černého Lva 777 (včetně Josefa Nováka) a jejich údajných trestných činů velezrady a vyzvědačství. Dne 23. srpna 1990 rozhodl Krajský soud v Českých Budějovicích o zastavení trestního stíhání odsouzených členů Černého lva 777 za velezradu a vyzvědačství, ale na další trestné činy (vražda, trestný čin obecného ohrožení, atd.) se tato soudní rehabilitace nevztahovala. Josefu Novákovi zůstal zbytkový trest 10 let a propadnutí jedné třetiny jmění, jak rozhodl Krajského soudu v Českých Budějovicích a rozsudek následně potvrdil Nejvyšší soud v lednu 1991. Po dalších soudních jednáních různých stupňů nakonec padl v neveřejném zasedání 6. května 1997 u Krajského soudu v Českých Budějovicích verdikt ve věci obviněných (Jiřího Řezáče, Jaroslava Sirotka, Bohumila Šímy, Josefa Nováka a Jiřího Dolisty) o zastavení jejich trestního stíhání (na základě amnestie prezidenta republiky Václava Havla ze dne 1. ledna 1990).